# Deserticossus
Deserticossus is een geslacht van vlinders uit de familie van de Houtboorders (Cossidae). De wetenschappelijke naam en de beschrijving van dit geslacht zijn voor het eerst gepubliceerd in 2006 door Roman Viktorovitsj Jakovlev.

## Soorten
- Deserticossus arenicola (Staudinger, 1879)
- Deserticossus artemisiae (Chou & Hua, 1986)
- Deserticossus beketi (Yakovlev, 2004)
- Deserticossus campicola (Eversmann, 1854)
- Deserticossus beketi (Yakovlev, 2004)
- Deserticossus churkini Yakovlev, 2006
- Deserticossus consobrinus (Püngeler, 1898)
- Deserticossus curdus Yakovlev, 2006
- Deserticossus danilevskyi Yakovlev, 2006
- Deserticossus decoratus Yakovlev, 2006
- Deserticossus doroshkini Yakovlev & Witt, 2017
- Deserticossus janychar Yakovlev, 2006
- Deserticossus kamelini Yakovlev & Witt, 2017
- Deserticossus lukhtanovi Yakovlev, 2006
- Deserticossus mongoliana (Daniel, 1969)
- Deserticossus murinus (Rothschild, 1912)
- Deserticossus praeclarus (Püngeler, 1898)
- Deserticossus pullus (Hua, Chou, Fang & Chen, 1990)
- Deserticossus pulverulentus (Püngeler, 1898)
- Deserticossus sareptensis (Rothschild, 1912)
- Deserticossus selevini Yakovlev & Witt, 2017
- Deserticossus tsingtauana (Bang-Haas, 1912)
- Deserticossus volgensis (Christoph, 1893)